# Pavel Čmovš
Pavel Čmovš est un footballeur tchèque, né le 29 juin 1990 à Plzeň. Il évolue au poste de défenseur central.

## Palmarès
- Coupe de Tchéquie : 2016

## Statistiques
| Saison    | Club        | Pays           | Championnat        | Coupes nationales | Coupe d'Europe | Tchéquie |
| --------- | ----------- | -------------- | ------------------ | ----------------- | -------------- | -------- |
| 2010-2011 | BV Veendam  | Eerste divisie | 33 matchs / 2 buts | 4 matchs          | -              | -        |
| 2011-2012 | NEC Nimègue | Eredivisie     | 22 matchs          | 5 matchs          | -              | -        |
| 2012-2013 | NEC Nimègue | Eredivisie     | 20 matchs / 1 but  | 1 match           | -              | -        |

Dernière mise à jour le 3 juin 2013